# 新津本町
新津本町（にいつほんちょう）は、新潟県新潟市秋葉区の町字。現行行政地名は新津本町一丁目から新津本町四丁目。住居表示実施済み区域。郵便番号は956-0864。

## 概要

新津駅前から見た新津本町1丁目（この部分のアーケードは後に撤去）

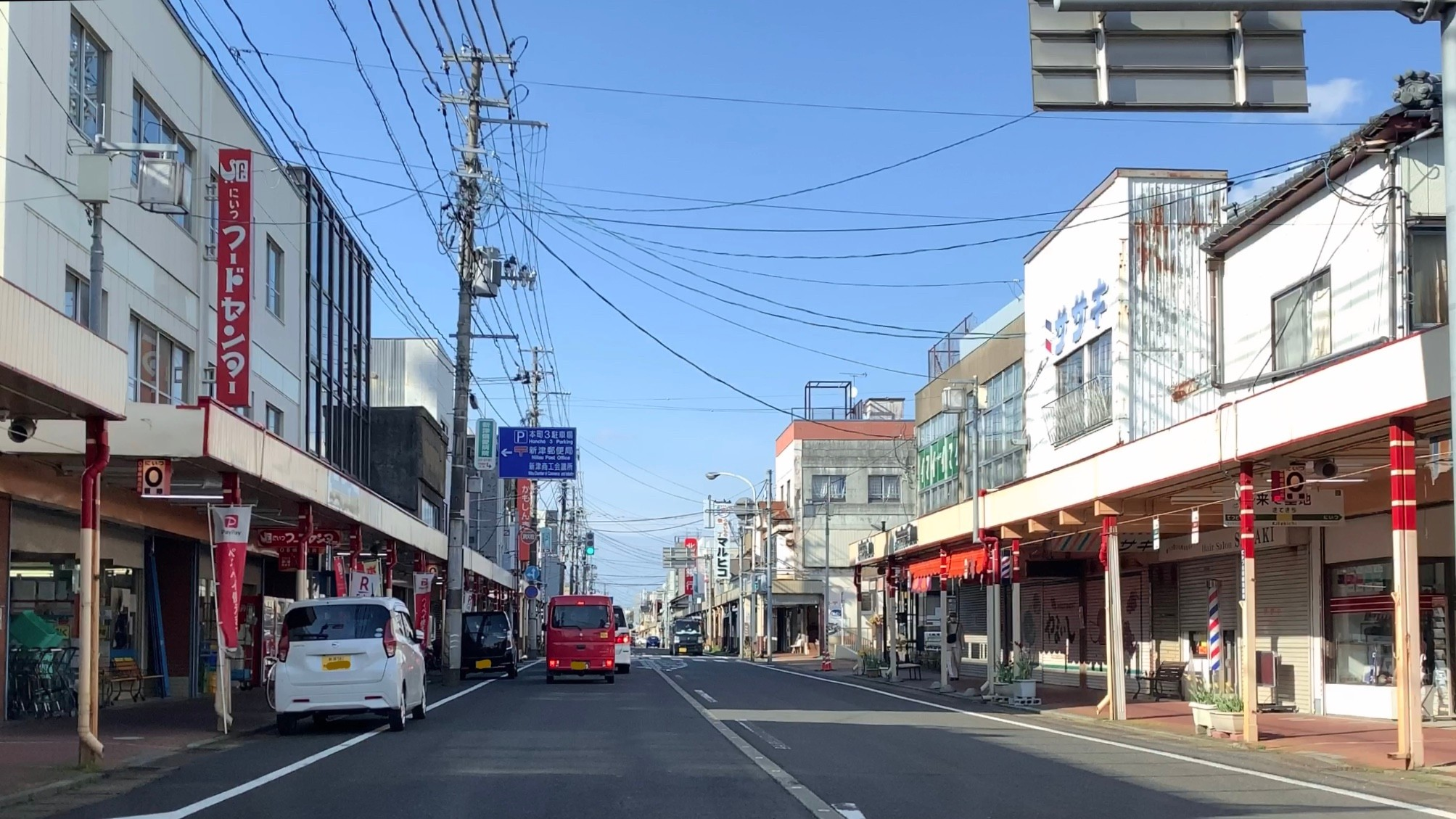
新津本町3丁目 にいつ0番線商店街（2020年3月）

1966年（昭和41年）から現在までの町名。もとは新津、善道、古田、田家の一部で、地名は新津本来の町場であることを意味する。
2005年（平成17年）に新津市が新潟市に編入されたとともに、新津本町に改称した。

### 隣接する町字
北から東回り順に、以下の町字と隣接する。
- 下興野町
- 善道町
- 滝谷本町
- 秋葉
- 中沢町
- 吉岡町
- 山谷町
- 美幸町
- 下興野

※新津川を挟んで新町、日宝町と隣接。

## 歴史
江戸時代の初期の新津宿は本町と横町に分けられていたが、のちに本町は上町と下町に分けられたとされる。
- 1966年（昭和41年） : 新津から「本町（ほんちょう）」として分立[5]。
- 2005年（平成17年）3月21日 : 合併により新潟市の大字となり、新津本町に改称。
- 2007年（平成19年）4月1日 : 新潟市の政令指定都市移行により、秋葉区の町丁となる。

## 世帯数と人口
2018年（平成30年）1月31日現在の世帯数と人口は以下の通りである。
| 丁目           | 世帯数    | 人口    |
| -------------- | --------- | ------- |
| 新津本町一丁目 | 211世帯   | 499人   |
| 新津本町二丁目 | 319世帯   | 673人   |
| 新津本町三丁目 | 291世帯   | 661人   |
| 新津本町四丁目 | 278世帯   | 653人   |
| 計             | 1,099世帯 | 2,486人 |

## 小・中学校の学区
市立小・中学校に通う場合、学区は以下の通りとなる。
| 丁目           | 番地 | 小学校                 | 中学校                 |
| -------------- | ---- | ---------------------- | ---------------------- |
| 新津本町一丁目 | 全域 | 新潟市立新津第一小学校 | 新潟市立新津第一中学校 |
| 新津本町二丁目 | 全域 | 新潟市立新津第一小学校 | 新潟市立新津第一中学校 |
| 新津本町三丁目 | 全域 | 新潟市立新津第一小学校 | 新潟市立新津第一中学校 |
| 新津本町四丁目 | 全域 | 新潟市立新津第一小学校 | 新潟市立新津第一中学校 |

## 主な企業・施設

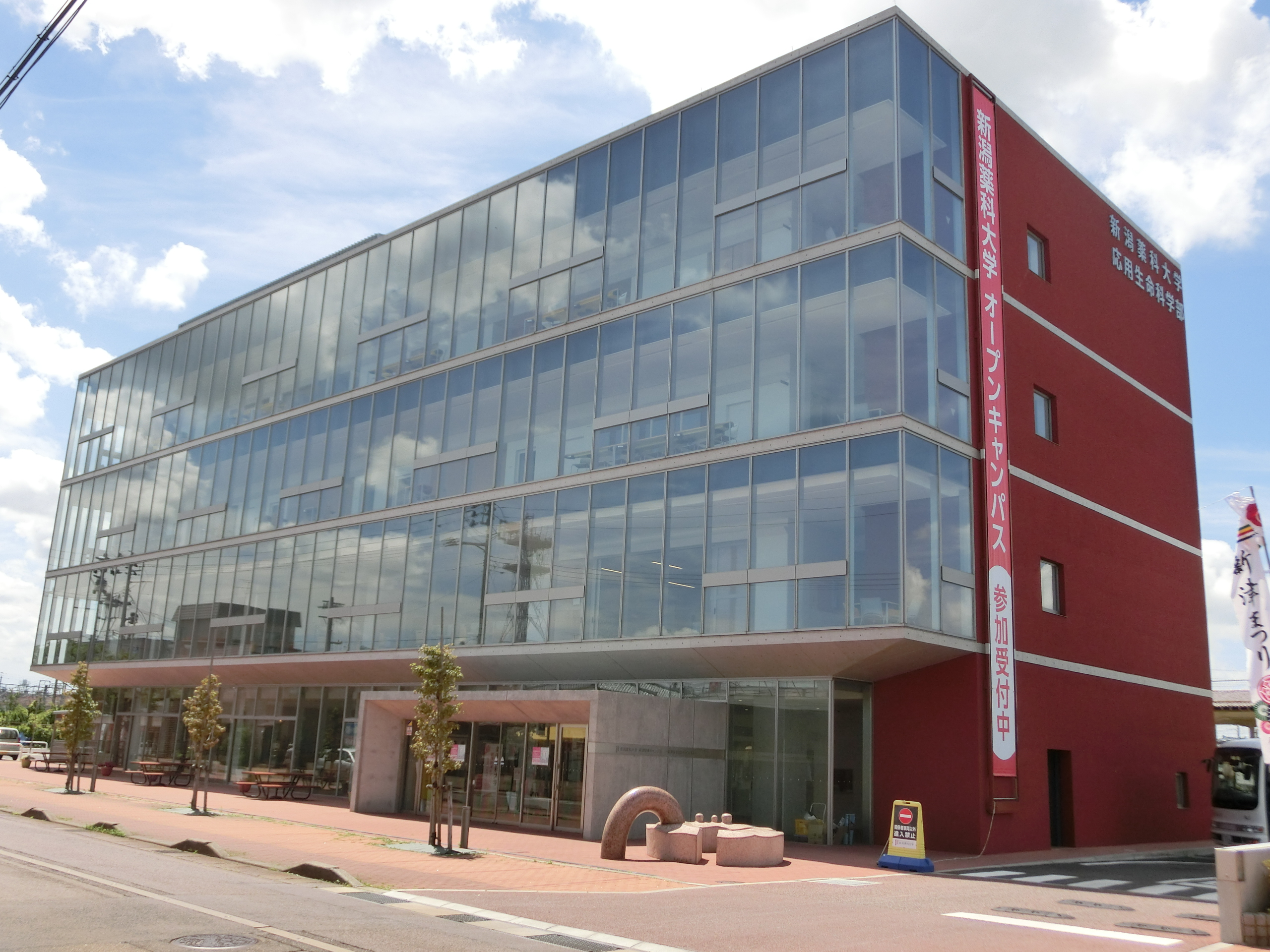
新潟薬科大学 新津駅東キャンパス

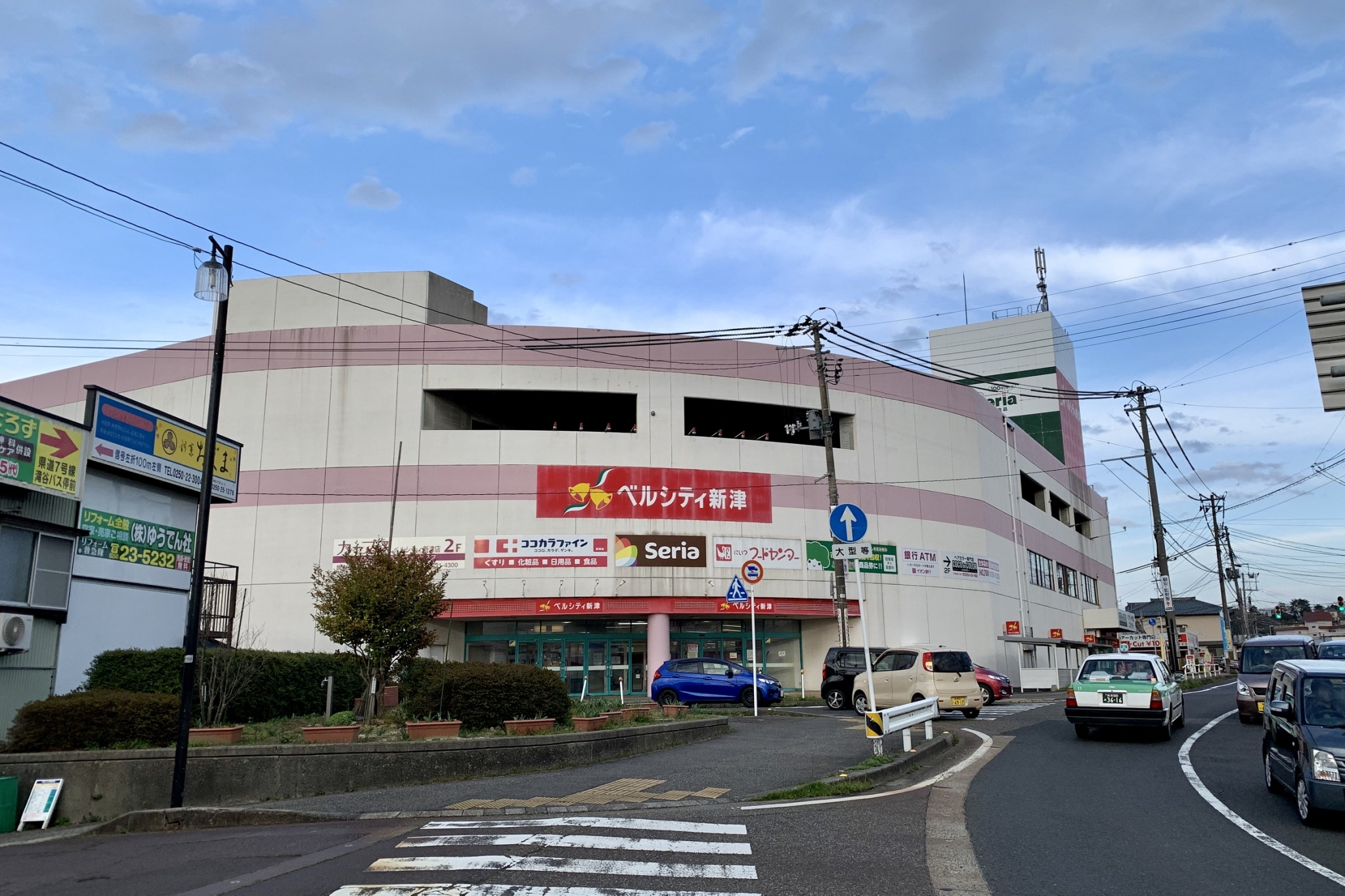
ベルシティ新津（旧・長崎屋新津店）。にいつフードセンターなどが入る（2020年3月）

- 新潟薬科大学 新津駅東キャンパス
- 新津郵便局
- 新津駅前郵便局
- 新潟市立新津第一小学校
- ハローワーク新津
- 新津地域交流センター
- 第四北越銀行 新津支店
- 第四北越銀行 新津中央支店
- 三新軒
- 堀出神社

## 交通

### 鉄道

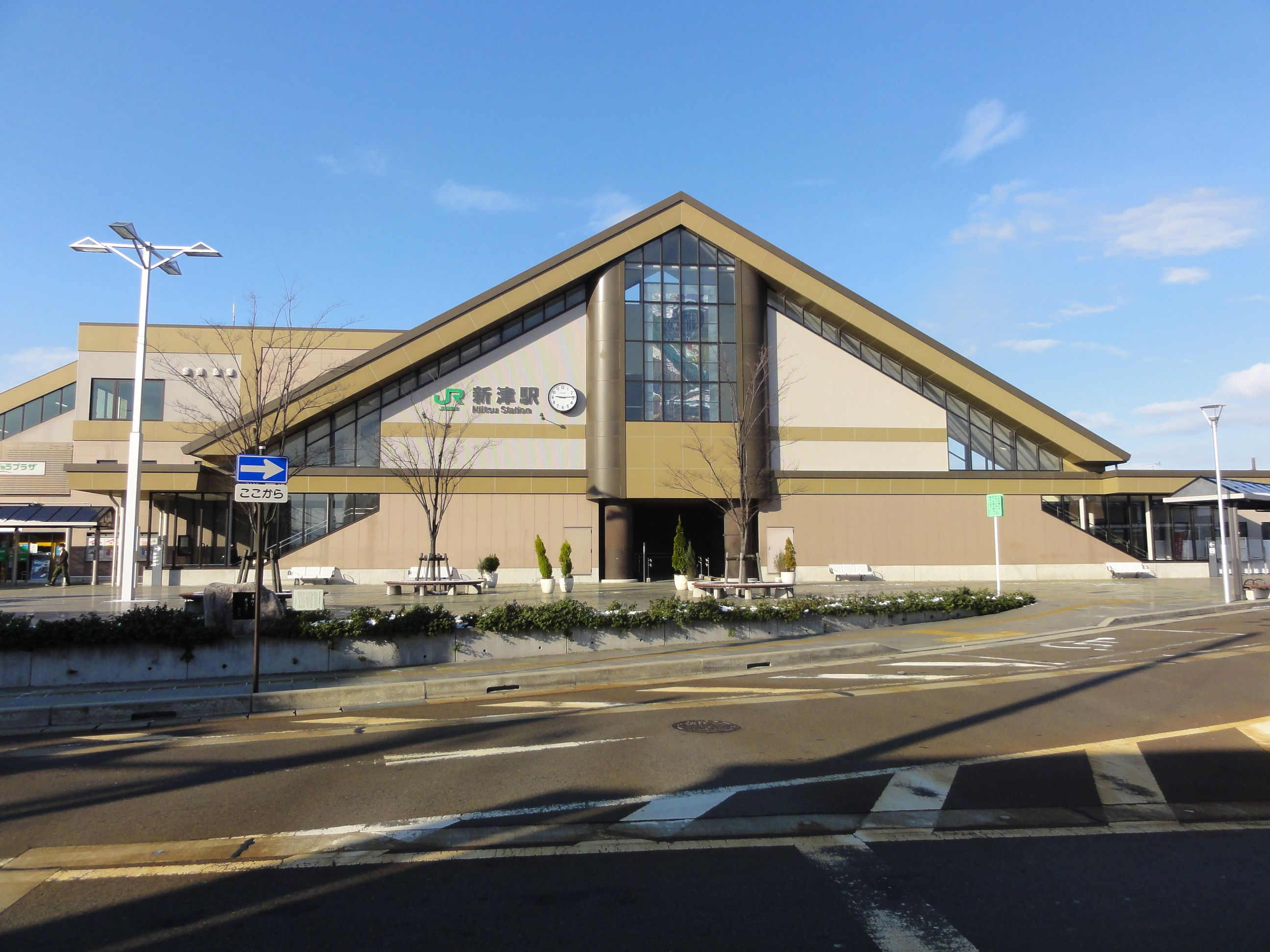
新津駅東口

東日本旅客鉄道在来線
- 新津駅
  - ■信越本線
  - ■羽越本線
  - ■磐越西線

### 道路
国道
- 国道460号

県道
- 新潟県道7号新津村松線
- 新潟県道34号新津停車場線
- 新潟県道320号新津小須戸線

### バス

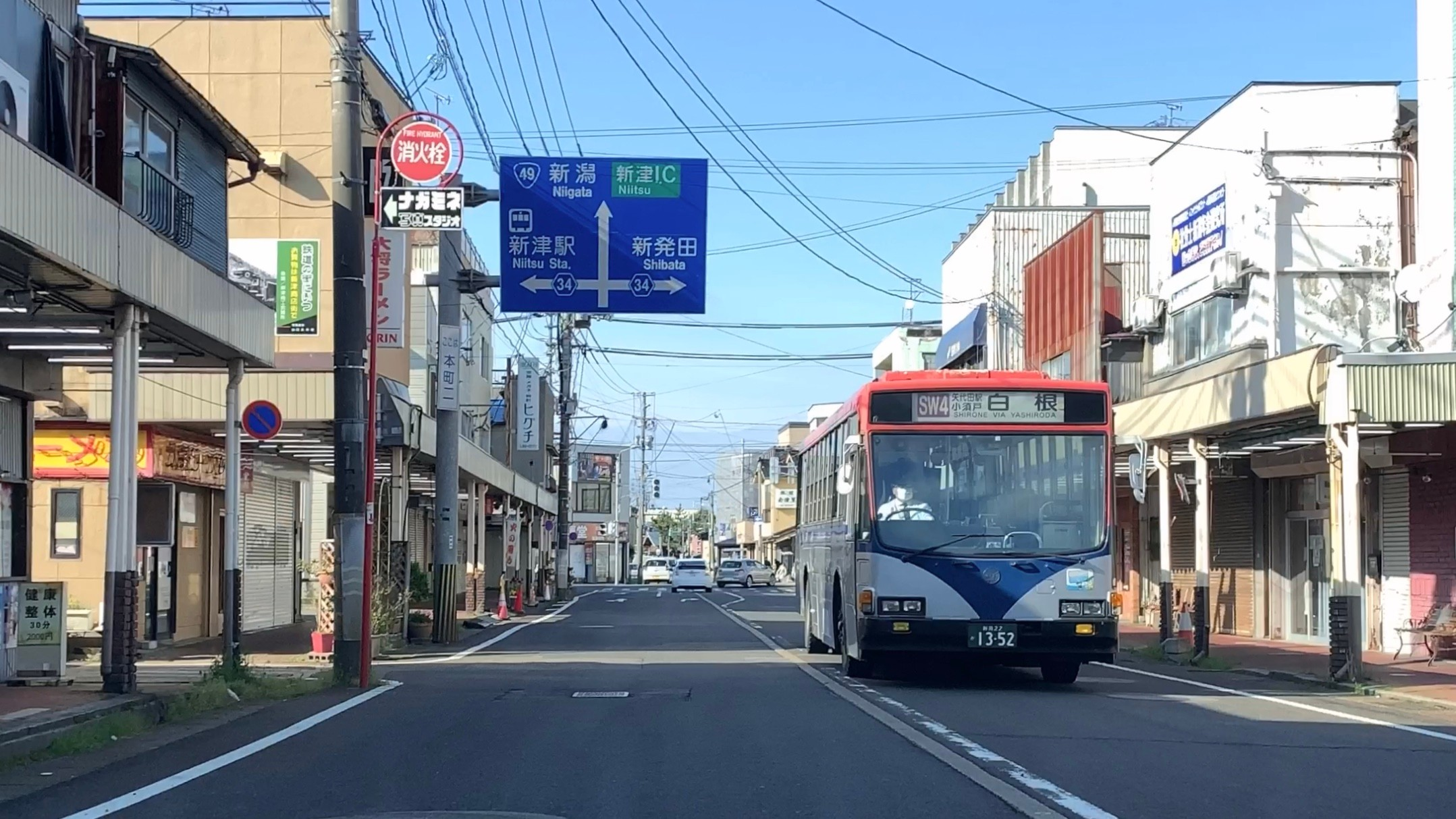
新津本町2丁目を走る新潟交通観光バスの路線バス（2020年4月）

新潟交通観光バス路線バス